# Vuelta al Tolima
La Vuelta al Tolima est une course cycliste colombienne disputée, généralement au mois d'avril, dans le département du Tolima. Elle fait partie du calendrier national colombien. Vingt-deux éditions se sont déroulées depuis qu'en 2002, la Clásica del Tolima a pris le nom de Vuelta al Tolima.

## Histoire récente
L'édition 2013 a connu un nombre record de participants avec pas moins de 226 coureurs au départ. Chiffre qui paraît inatteignable aujourd'hui avec les nouvelles normes en vigueur restreignant la participation.
En 2015, une Vuelta al Tolima Feminina est créée et est remportée par Cristina Sanabria.
L'édition 2017, soutenue par le gouvernement départemental et la Fábrica de Licores del Tolima, devait compter cinq étapes pour les hommes et trois pour les femmes. En l'absence des autorisations, délivrées par l'agence gouvernemental INVIAS (es), pour la mise à disposition des routes empruntées par la compétition,, l'épreuve masculine ne compte en définitive que deux étapes et celle des féminines n'a finalement pas lieu.
L'édition 2018 s'est, elle, bien déroulée dans son intégralité mais sans la présence des équipes continentales colombiennes (à l'exception des EPM, dominateurs de l'épreuve). Cette défection s'explique par la méfiance qu'a suscité l'absence, une nouvelle fois, des autorisations de circulation et l'annulation des dernières étapes l'année précédente.
En 2019, les autorisations de circuler ont bien été délivrées par INVIAS. La compétition offre un départ inédit de Chaparral. Cette année-là, l'épreuve féminine et celle des hommes se disputent conjointement sur une durée de quatre étapes. La course est toujours organisée par la ligue cycliste du Tolima (présidée par l'ancien cycliste et directeur sportif Nazario Arango), soutenue par le gouvernement départemental et Indeportes Tolima.

## Palmarès masculin
| Année              | Vainqueur                | Deuxième                    | Troisième               |
| ------------------ | ------------------------ | --------------------------- | ----------------------- |
| Clásica del Tolima |                          |                             |                         |
| 1989               | Ruber Marín              |                             |                         |
| 1990               | Oscar Fernando Vides (d) | Joselín Peña (d)            | César Ramírez           |
| 1991               | Hugo Rendón              | Gustavo Wilches             | Jairo Giraldo           |
| 1994               | Martín Farfán            |                             | José Vicente Díaz Reyes |
| 1995               | Henry Cárdenas           | Augusto Triana              |                         |
| 1996               | Luis Espinosa (en)       | Fabio Hernán Rodríguez (es) |                         |
| 1997               | Henry Cárdenas           | Israel Ochoa                | Jairo Obando            |
| 1999               | Jairo Hernández          |                             |                         |
| 2001               | Hernán Darío Bonilla     | Ismael Sarmiento            | Raúl Montaña            |
| Vuelta al Tolima   |                          |                             |                         |
| 2002               | Élder Herrera            | Alejandro Cortés (en)       | Libardo Niño            |
| 2003               | Heberth Gutiérrez        | Juan Diego Ramírez          | Víctor Niño             |
| 2004               | Alexis Rojas (en)        | Víctor Becerra              | Néstor Bernal           |
| 2005               | Hernán Darío Muñoz       | Daniel Rincón               | Mauricio Neisa          |
| 2006               | Jairo Hernández          | Alejandro Serna             | Wilson Zambrano         |
| 2007               | Mauricio Ortega          | Giovanni Barriga            | Libardo Niño            |
| 2008               | Juan Diego Ramírez       | Iván Parra                  | Iván Casas              |
| 2009               | Non disputé              | Non disputé                 | Non disputé             |
| 2010               | Daniel Bernal            | Andrés Guerrero             | Julián Triviño          |
| 2011               | Janier Acevedo           | Sergio Henao                | Álvaro Gómez            |
| 2012 (es)          | Félix Cárdenas           | Óscar Sevilla               | Juan Diego Ramírez      |
| 2013               | Óscar Sevilla            | Rodolfo Torres              | Freddy Montaña          |
| 2014               | Óscar Sevilla            | Aristóbulo Cala             | Rodrigo Contreras       |
| 2015               | Alejandro Ramírez        | Alejandro Serna             | Luis Felipe Laverde     |
| 2016               | Óscar Soliz              | Alejandro Serna             | Alexander Gil           |
| 2017               | Alex Cano                | Rodrigo Contreras           | Juan Pablo Rendón       |
| 2018               | Rodrigo Contreras        | Juan Pablo Suárez           | Freddy Montaña          |
| 2019               | Miguel Ángel Rubiano     | Jhon Anderson Rodríguez     | Walter Pedraza          |
| 2020               | Aldemar Reyes            | Didier Merchán              | Óscar Pachón            |
| 2021               | Yeison Rincón            | Darwin Atapuma              | Germán Chaves           |
| 2022               | Wilson Peña              | Rodrigo Contreras           | Edison Muñoz            |
| 2023               | Rodrigo Contreras        | Cristian Muñoz              | Wilson Peña             |
| 2024               | Rodrigo Contreras        | Edgar Pinzón                | Javier Jamaica          |
| 2025               | Javier Jamaica           | Sebastián Castaño           | Wilmar Paredes          |

## Palmarès féminin
| Année | Vainqueur         | Deuxième          | Troisième         |
| ----- | ----------------- | ----------------- | ----------------- |
| 2015  | Cristina Sanabria | Lorena Colmenares | Adriana Tovar     |
| 2016  | Serika Gulumá     | Miryam Núñez      | Blanca Moreno     |
| 2017  | Non disputé       | Non disputé       | Non disputé       |
| 2018  | Luisa Motavita    | Jessica Parra     | Lorena Beltrán    |
| 2019  | Adriana Tovar     | Estefanía Herrera | Daniela Atehortúa |
| 2020  | Jennifer Ducuara  | Andrea Alzate     | Jessenia Meneses  |
| 2021  | Lilibeth Chacón   | Erika Botero      | Lorena Colmenares |
| 2022  | Estefanía Herrera | Camila Valbuena   | Andrea Alzate     |
| 2023  | Lilibeth Chacón   | Jessenia Meneses  | Sara Moreno       |
| 2024  | Camila Valbuena   | Stefanía Sánchez  | Jennifer Ducuara  |
| 2025  | Diana Peñuela     | Marcela Hernández | Gabriela López    |